# هاري سويفت
هاري سويفت (بالإنجليزية: Harry Swift)‏ (ولد في المملكة المتحدة - )، لاعب كرة قدم بريطاني في مركز الدفاع. لعب مع نادي بيرنلي وأكرينجتون ستانلي ‏ ونادي لانارك الثالث.